# Taissija Filippowna Tschentschik
Taissija Filippowna Tschentschik (russisch Таисия Филипповна Ченчик, engl. Transkription Taisiya Chenchik; * 30. Januar 1936 in Pryluky, Ukrainische SSR; † 19. November 2013) war eine Leichtathletin aus der Sowjetunion. Die Hochspringerin gewann 1964 bei den Olympischen Spielen in Tokio die Bronzemedaille und wurde 1966 Europameisterin.

## Karriere
Sie gewann 1957 ihren ersten sowjetischen Meistertitel und konnte den Titel 1958 und 1959 verteidigen. 1963 gewann sie ihren vierten und letzten Meistertitel. 1967 stand sie als Dritte zum letzten Mal auf dem Siegerpodest.
Bei den Europameisterschaften 1958 in Stockholm gewann sie mit 1,70 Meter Silber hinter der Rumänin Iolanda Balaș. 1959 stellte Tschentschik mit 1,78 Meter ihre persönliche Bestleistung auf. 1960 bei den Olympischen Spielen in Rom wurde sie mit 1,68 Meter Fünfte; während Balaș mit 1,85 Meter unbezwingbar war, lagen drei Springerinnen mit jeweils 1,71 Meter nur knapp vor Tschentschik. Bei den Europameisterschaften 1962 in Belgrad wurde sie mit 1,64 Meter Sechste, als Balaș ihren Titel verteidigte. 1963 gewann sie bei der Universiade in Porto Alegre mit 1,72 Meter.
Bei den Olympischen Spielen 1964 in Tokio stellte sie ihre persönliche Bestleistung mit 1,78 Meter ein. Damit gewann sie Bronze hinter Balaș und der Australierin Michele Brown. Ihren größten Sieg erreichte Tschentschik 1966 bei den Europameisterschaften in Budapest, als Balaș nicht am Start war. Tschentschik gewann mit 1,75 Meter vor ihrer Mannschaftskameradin Ljudmila Komlewa mit 1,73 Meter. 1967 gewann Tschentschik bei den Europäischen Hallenspielen in Sofia mit 1,76 Meter noch einen europäischen Titel.
Taissija Tschentschik trainierte von 1956 bis 1962 in Tscheljabinsk und von 1963 bis 1969 in Moskau. Die 1,75 Meter große Springerin hatte ein Wettkampfgewicht von 71 kg.
Im November 2013 verstarb sie im Alter von 77 Jahren.